# Hermann Zillig
Hermann Zillig (* 21. April 1893 in Würzburg; † 16. Oktober 1952 in Bernkastel-Kues) war ein deutscher Weinbauwissenschaftler und Direktor für Weinbau an der Biologischen Reichsanstalt für Land- und Forstwirtschaft.

## Leben
Zillig besuchte das Gymnasium in Würzburg und legte 1912 das Abitur ab und studierte an der Universität Würzburg Naturwissenschaften. 1919 gründete Zillig aus studentischen Vorläuferorganisationen den Naturwissenschaftlichen Verein Würzburg e.V. und das Fränkische Museum für Naturkunde in Würzburg. 1920 wurde er an der Uni Würzburg mit einer Arbeit über Formen beim Antherenbrand Ustilago violacea Fuck zum Dr. phil promoviert und legte gleichzeitig das Staatsexamen für den höheren Schuldienst ab. Nach kurzer Zeit als Assistent von Hans Kniep am Botanischen Institut erhielt er 1921 eine Stelle an der Biologischen Reichsanstalt für Land- und Forstwirtschaft und baute eine Zweigstelle derselben in Trier auf. 1925 begründete er das Deutsche Weinmuseum in Trier (1940 aufgelöst), das er ehrenamtlich bis 1937 leitete.
Die Zweigstelle der Biologischen Reichsanstalt siedelte 1926 nach Bernkastel-Kues über, wo auch eigene Versuchsweinberge eingerichtet wurden und Zillig bis zu seinem Tode als Direktor wirkte. In Bernkastel-Kues wurden insbesondere Rebkrankheiten und Rebschädlinge sowie deren Bekämpfung erforscht. Ein besonderes Verdienst Zilligs war der Aufbau eines Rebschutzdienstes für die Mosel. 1933 wurde auf Zilligs Anregung eine Wetterbeobachtungsstation auf dem Erbeskopf errichtet.
Zillig hat (teilweise mit Kollegen) über 100 Originalaufsätze in Fachzeitschriften veröffentlicht und war Mitarbeiter von Handbüchern, so beim „Handbuch der Pflanzenkrankheiten“ von Paul Sorauer und Otto Appel, beim „Weinbau-Lexikon“ von Karl Müller und bei Fritz Goldschmidts „Deutschlands Weinbauorte und Weinbergslagen“.

## Familie
Zilligs Vater war der Lehrer und pädagogische Schriftsteller Peter Zillig, sein Bruder war Winfried Zillig, Komponist, Musiktheoretiker und Dirigent. Sein Sohn Wolfram war einer der Begründer der molekularen Genetik und Direktor am Max-Planck-Institut für Biochemie in Martinsried.

## Ehrungen
- In Bernkastel-Kues wurde eine Straße nach Hermann Zillig benannt.

## Belege
1. ↑  Naturwissenschaftlicher Verein Würzburg e.V.

| Personendaten    | Personendaten                    |
| ---------------- | -------------------------------- |
| NAME             | Zillig, Hermann                  |
| KURZBESCHREIBUNG | deutscher Weinbauwissenschaftler |
| GEBURTSDATUM     | 21. April 1893                   |
| GEBURTSORT       | Würzburg                         |
| STERBEDATUM      | 16. Oktober 1952                 |
| STERBEORT        | Bernkastel-Kues                  |